# 吉打苏丹国
吉打苏丹国 是一個于1136年在馬來亞半島吉打建立的蘇丹王朝，它也是馬來亞半島上歷史最悠久的蘇丹王朝。

## 历史
根据《吉打纪年》（Hikayat Merong Mahawangsa）的记载，最早在馬來亞半島建立吉打王国（630年-1136年）的玛哈拉惹勒峇拉惹原是波斯日曼仑王国的王族。
从11世纪以前至室利佛逝单方面拢断商业利益为止，吉打、注輦和室利佛逝曾有一段长期的和平往来和交流；为此，注輦国王拉真陀羅在1025年率领大支军队侵略吉打和室利佛逝，在经过这次战争以后，吉打承認注輦为它的宗主国。
11世纪晚期，室利佛逝派遣特使向宋朝进贡，獲得宋朝的協力將注輦驱出马来群岛；1136年，原是信奉印度教的吉打国王玛哈拉惹勒峇拉惹二世皈依伊斯兰教，改称苏丹慕查法沙，建立吉打苏丹王朝。
在以后的历史中，吉打苏丹王朝曾经臣服于马六甲苏丹王朝之下，在马六甲苏丹王朝被葡萄牙殖民者统治以后，吉打先后成为葡萄牙、亚齐、大不列颠和暹罗的领地。1909年7月16日，英国和暹罗签署《曼谷条约》，吉打成为英国保护领土；1957年8月31日，吉打与其他马来亚联合邦州属从英国统治下独立。

## 历代统治者
以下是吉打王国至吉打蘇丹王朝的历代統治者：
吉打王国时期
1. 玛哈拉惹勒峇拉惹
2. 玛哈拉惹勒峇
3. 玛哈拉惹玛哈里哇
4. 玛哈拉惹嘉纳帝拉惹
5. 玛哈拉惹哥玛帝王
6. 玛哈拉惹玛哈里哇二世
7. 玛哈拉惹达玛拉惹
8. 玛哈拉惹玛哈吉瓦
9. 玛哈拉惹勒峇拉惹二世

吉打蘇丹王朝時期
1. 苏丹慕查法沙（即位于1136年至1179年）
2. 苏丹慕占沙（即位于1179年至1201年）
3. 苏丹莫哈末沙（即位于1201年至1236年）
4. 苏丹玛朱沙（即位于1236年至1280年）
5. 苏丹玛末沙（即位于1280年至1320年）
6. 苏丹依布拉欣沙（即位于1320年至1373年）
7. 苏丹苏莱曼沙（即位于1373年至1422年）
8. 苏丹阿塔都拉·莫哈末沙（即位于1422年至1472年）
9. 苏丹莫哈末吉瓦沙（即位于1472年至1506年）
10. 苏丹玛末沙二世（即位于1506年至1546年）
11. 苏丹慕查法沙二世（即位于1546年至1602年）
12. 苏丹苏莱曼沙二世（即位于1602年至1625年）
13. 苏丹利扎鲁丁沙（即位于1625年至1651年）
14. 苏丹慕希尤丁沙（即位于1651年至1661年）
15. 苏丹基阿乌丁沙（即位于1661年至1687年）
16. 苏丹阿塔都拉·莫哈末沙二世（即位于1687年至1698年）
17. 苏丹阿都拉沙（即位于1698年至1706年）
18. 苏丹阿末·塔祖丁沙（即位于1706年至1709年）
19. 苏丹莫哈末吉瓦沙二世（即位于1709年至1778年）
20. 苏丹阿都拉沙二世（即位于1778年至1797年）
21. 苏丹基阿乌丁沙二世（即位于1797年至1803年）
22. 苏丹阿末·塔祖丁沙二世（即位于1803年至1843年）
23. 苏丹再纳·拉锡沙（即位于1843年至1854年）
24. 苏丹阿末·塔祖丁沙三世（即位于1854年至1879年）
25. 苏丹再纳·拉锡沙二世（即位于1879年至1881年）
26. 苏丹阿都哈密沙（即位于1881年至1943年）
27. 苏丹巴德利沙（即位于1943年至1946年）